# Fusillade de la cour d'Euskirchen
 (avril 2025).
Si vous disposez d'ouvrages ou d'articles de référence ou si vous connaissez des sites web de qualité traitant du thème abordé ici, merci de compléter l'article en donnant les références utiles à sa vérifiabilité et en les liant à la section « Notes et références ».
La fusillade de la cour d'Euskirchen est une tuerie de masse qui s'est déroulée dans l'Amtsgericht (un tribunal de première instance) d'Euskirchen en Allemagne le 9 mars 1994. Tout juste après la conclusion de son appel contre une sentence pour avoir agressé son ancienne compagne, Vera Lamesic, avec le maintien de sa condamnation, Erwin Mikolajczyk est retourné dans le tribunal armé d'un pistolet Colt M1911 et d'une bombe artisanale dans un sac à dos. Dans le corridor, il a tué son ancienne compagne et deux femmes qui l'accompagnaient ainsi que deux autres personnes. Ensuite, il est entré dans la salle du tribunal où il a tué le juge qui l'a condamné. Après avoir épuisé ses munitions, il s'est finalement suicidé en faisant exploser la bombe. Huit personnes ont également été blessées lors de l'attaque.